# DHRS1
DHRS1 (англ. Dehydrogenase/reductase 1) – білок, який кодується однойменним геном, розташованим у людей на короткому плечі 14-ї хромосоми. Довжина поліпептидного ланцюга білка становить 313 амінокислот, а молекулярна маса — 33 909.
| 10         |  | 20         |  | 30         |  | 40         |  | 50         |
| ---------- |  | ---------- |  | ---------- |  | ---------- |  | ---------- |
| MAAPMNGQVC |  | VVTGASRGIG |  | RGIALQLCKA |  | GATVYITGRH |  | LDTLRVVAQE |
| AQSLGGQCVP |  | VVCDSSQESE |  | VRSLFEQVDR |  | EQQGRLDVLV |  | NNAYAGVQTI |
| LNTRNKAFWE |  | TPASMWDDIN |  | NVGLRGHYFC |  | SVYGARLMVP |  | AGQGLIVVIS |
| SPGSLQYMFN |  | VPYGVGKAAC |  | DKLAADCAHE |  | LRRHGVSCVS |  | LWPGIVQTEL |
| LKEHMAKEEV |  | LQDPVLKQFK |  | SAFSSAETTE |  | LSGKCVVALA |  | TDPNILSLSG |
| KVLPSCDLAR |  | RYGLRDVDGR |  | PVQDYLSLSS |  | VLSHVSGLGW |  | LASYLPSFLR |
| VPKWIIALYT |  | SKF        |  |            |  |            |  |            |

A: Аланін

C: Цистеїн

D: Аспарагінова кислота

E: Глутамінова кислота

F: Фенілаланін

G: Гліцин

H: Гістидин

I: Ізолейцин

K: Лізин

L: Лейцин

M: Метіонін

N: Аспарагін

P: Пролін

Q: Глутамін

R: Аргінін

S: Серин

T: Треонін

V: Валін

W: Триптофан

Кодований геном білок за функцією належить до оксидоредуктаз. 
Задіяний у такому біологічному процесі, як ацетилювання. 